# Lustracja dymów i podanie ludności

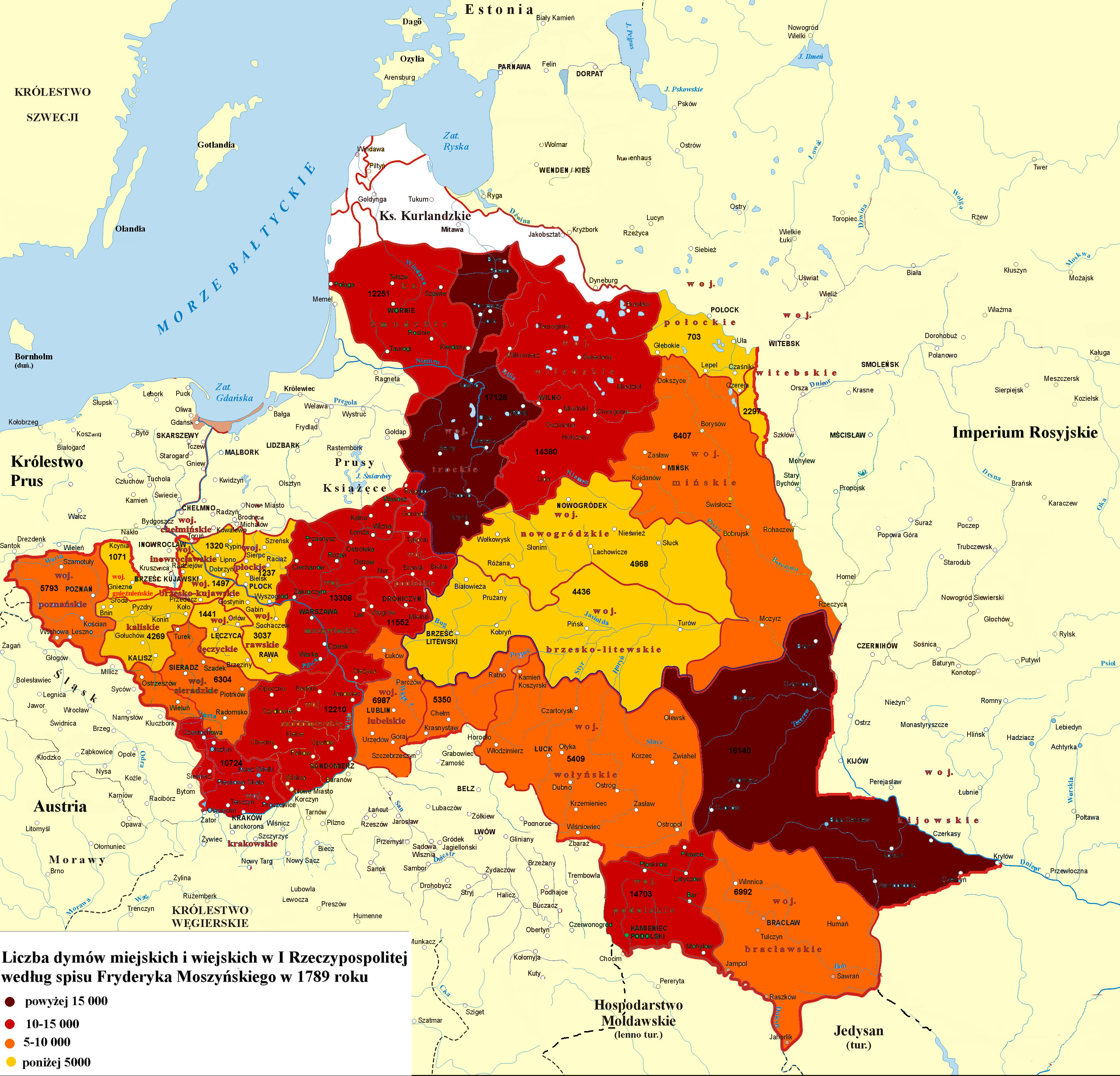
Liczba dymów miejskich i wiejskich (gospodarstw domowych) w I Rzeczypospolitej, według spisu statystycznego Fryderyka Moszyńskiego w 1789 roku

Lustracja dymów i podanie ludności – konstytucja Sejmu Czteroletniego uchwalona 22 czerwca 1789, proklamująca pierwszy w Polsce spis statystyczny, obejmujący całą ludność kraju z wyjątkiem szlachty i duchowieństwa. Uchwalona z inicjatywy sekretarza wielkiego litewskiego Fryderyka Józefa Moszyńskiego, który na sesji sejmowej 9 marca 1789 uzasadniał przeprowadzenie spisu. Był on również autorem tabel statystycznych spisu i statystycznej metody wymiaru podatków na wojsko.
Uzupełnieniem spisu ludności nieszlacheckiej była księga ziemiańska.
Każda z czterech tablic spisowych zawierała podział ludności według płci, zawodu i stanowiska społecznego, z wyróżnieniem synów (w wieku do 15 i powyżej 15 lat) oraz córek. Spis nie był spisem imiennym, druki wypełniano odrębnie dla każdej posesji.